# Transistor đơn nối
Transistor đơn nối UJT là phần tử bán dẫn ba cực nhưng chỉ có một tiếp giáp, hoạt động như một khóa có điều khiển. Các UJT không được sử dụng như một bộ khuếch đại tuyến tính. Nó được sử dụng trong mạch dao động tự lập hoặc được đồng bộ, và xung mạch đập ở tần số thấp (hàng trăm kilohertz) đến trung bình.
Nó được sử dụng rộng rãi trong các mạch kích hoạt cho chỉnh lưu silic kiểm soát. Các chi phí thấp cho mỗi sản phẩm, kết hợp với các đặc tính độc đáo của nó, đã đảm bảo việc sử dụng nó trong một loạt các ứng dụng như máy tạo dao động, máy phát xung, máy phát điện răng cưa, mạch kích hoạt, điều khiển pha, mạch thời gian, và ổn áp hay ổn dòng.
Các loại UJT gốc đang coi là lỗi thời; nhưng một thiết bị đa lớp sau là "transistor unijunction lập trình được", vẫn còn phổ biến rộng rãi.

## Nguyên lý hoạt động:
Giả sử điện áp cung cấp cực phát VE được giảm xuống bằng không, sau đó điện áp bên trong phân cực ngược các diode phát. Nếu VB là điện áp ngưỡng của diode phát thì  tổng điện áp phân cực ngược là VA+ VB =  VBB + VB . Cho silicon = 0,7 V.

Bây giờ để điện áp cung cấp cực phát VE tăng từ từ. Khi VE bằng VB thì IE0 sẽ giảm về không. Với các mức điện áp bằng nhau ở mỗi bên của diode, dòng điện không đảo ngược cũng không chuyển tiếp. Khi điện áp cung cấp cực phát tăng hơn nữa, diode sẽ bị phân cực thuận ngay khi vượt quá tổng điện áp phân cực ngược (VBB + VB). Giá trị này của emitter VE  được gọi là điện áp đỉnh và được ký hiệu là VP . Khi VE = VP , dòng phát  bắt đầu chảy qua RB1 xuống đất. Đây là dòng tối thiểu để UJT dẫn. Ip tỷ lệ nghịch với điện áp VBB. Bây giờ khi diode phát bắt đầu hoạt động, các hạt mang điện được đưa vào vùng RB của thanh. Do điện trở của vật liệu bán dẫn phụ thuộc vào pha tạp, nên điện trở của vùng RB giảm nhanh do có thêm các hạt mang điện (lỗ). Với sự giảm điện trở này, điện áp rơi trên RB cũng giảm, làm cho diode phát bị lệch về phía trước nhiều hơn. Điều này dẫn đến dòng điện phía trước lớn hơn do đó nhiều hạt mang điện hơn được đưa vào khiến cho điện trở của vùng RB vẫn giảm hơn nữa. Do đó, dòng phát tiếp tục tăng cho đến khi nó bị giới hạn bởi nguồn cung cấp năng lượng phát. Vì VA giảm khi tăng dòng phát nên UJT được cho là có đặc tính kháng âm. Người ta thấy rằng tại cực nền B2 chỉ được sử dụng VBB- điện áp bên ngoài trên nó. Cực E và B1 là 2 cực hoạt động. UJT thường được kích hoạt dẫn truyền bằng cách kích xung dương phù hợp cho bộ phát và được tắt bằng cách kích một xung âm.